# Ganzirri
Ganzirri is een plaats (frazione) in de Italiaanse gemeente Messina.

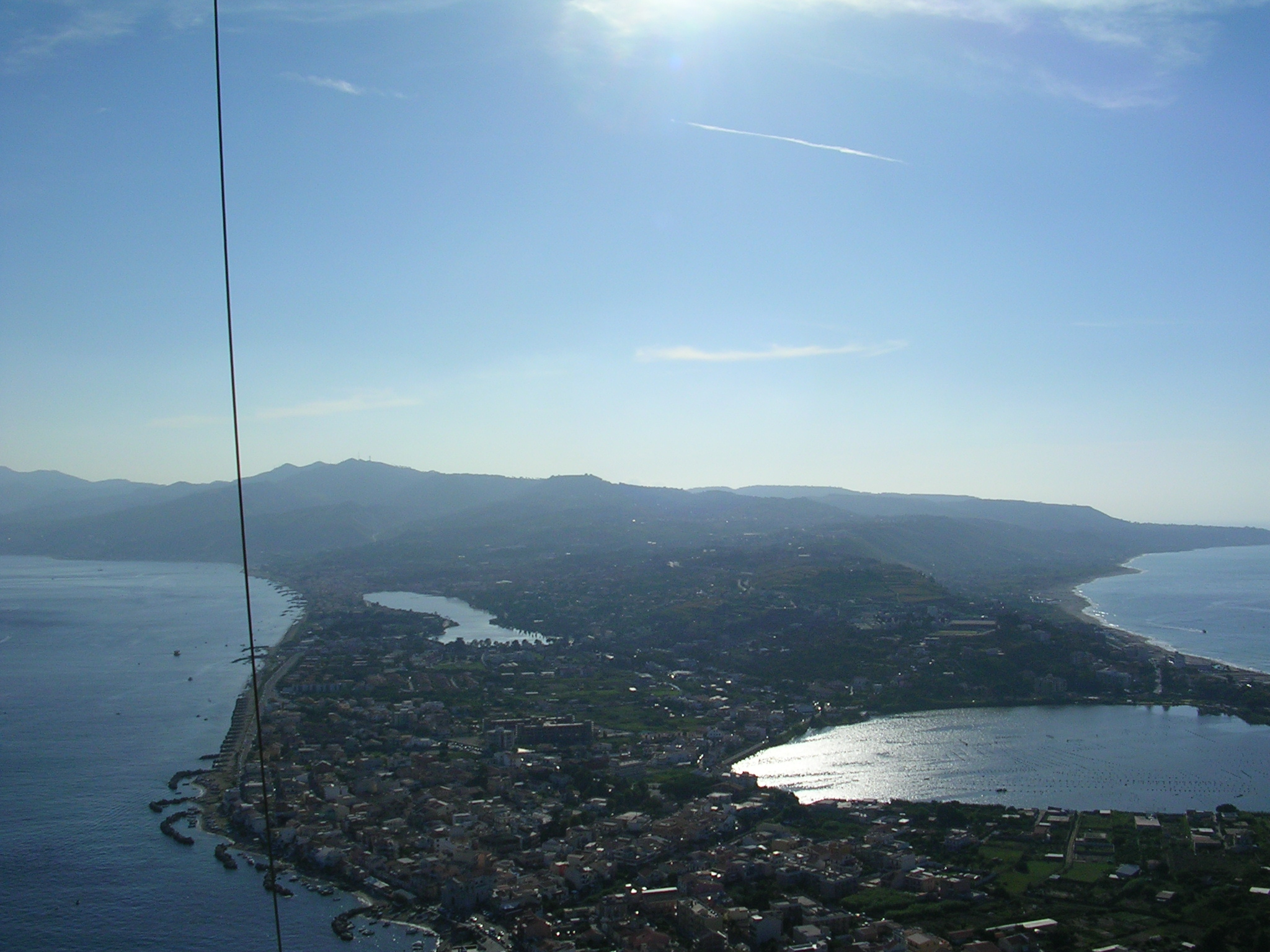